# チェイニー・カルペパー (第4代カルペパー男爵)
第4代カルペパー男爵チェイニー・カルペパー（英語: Cheney Colepeper, 4th Baron Colepeper、1642年9月6日洗礼 – 1725年6月19日埋葬）は、イングランド貴族。

## 生涯
初代カルペパー男爵ジョン・カルペパーと2人目の妻ジュディス・カルペパー（Judith Colpeper、1606年6月1日洗礼 – 1691年11月21日埋葬、サー・トマス・カルペパーの娘）の息子として生まれ、1642年9月6日にホリングボーンで洗礼を受けた。
インナー・テンプルで学んだことがあり、弁護士であった。
1719年7月8日に兄ジョンが死去すると、カルペパー男爵の爵位を継承した。
1725年に生涯未婚のまま死去、6月19日にホリングボーンで埋葬された。後継者がおらず、爵位は断絶した。